# Alfred von Wolzogen
Karl August Alfred von Wolzogen, född  den 27 maj 1823 i Frankfurt am Main, död den 13 januari 1883 i San Remo, var en tysk friherre och skriftställare. Han var son till general Ludwig von Wolzogen samt far till författarna Hans och Ernst von Wolzogen
von Wolzogen inträdde i preussisk förvaltningstjänst och befordrades 1863 till regeringsråd i Breslau. Han mottog 1867 intendentskapet för hovteatern i Schwerin och utnämndes 1868 till storhertiglig kammarherre. von Wolzogen författade bland annat Preussens Staatsverwaltung (1854), Reise nach Spanien (1857), Über Theater und Musik (1860), Schinkel als Architekt, Maler und Kunstphilosoph (1864), Peter von Cornelius (1867), åtskilliga lustspel och dramer med mera samt bearbetade för scenen skådespel av Kalidasa, Shakespeare, Calderón, Goethe, Schiller och Ibsen med flera. Hans levnadsteckning skrevs av sonen Hans 1883.